# Manganokukisvumita
La manganokukisvumita és un mineral de la classe dels silicats. Rep el nom per la seva relació amb la kukisvumita.

## Característiques
La manganokukisvumita és un silicat de fórmula química Na₆MnTi₄(Si₈O24)O₄·4H₂O. Va ser aprovada com a espècie vàlida per l'Associació Mineralògica Internacional l'any 2002. Cristal·litza en el sistema ortoròmbic. La seva duresa a l'escala de Mohs es troba entre 5,5 i 6.
Segons la classificació de Nickel-Strunz, la manganokukisvumita pertany a «09.DB - Inosilicats amb 2 cadenes senzilles periòdiques, Si₂O₆; minerals relacionats amb el piroxens» juntament amb els següents minerals: balifolita, carfolita, ferrocarfolita, magnesiocarfolita, potassiccarfolita, vanadiocarfolita, lorenzenita, lintisita, punkaruaivita, eliseevita, kukisvumita, vinogradovita, paravinogradovita, nchwaningita, plancheïta, shattuckita, aerinita i capranicaïta.

## Formació i jaciments
Va ser descoberta a la pedrera Poudrette, situada al municipi regional de comtat de La Vallée-du-Richelieu, a Montérégie (Quebec, Canadà). També ha estat descrita a la mina d'apatita de Kirovskii, al mont Kukisvumtxorr (óblast de Múrmansk, Rússia). Aquests dos indrets són els únics de tot el planeta on ha estat descrita aquesta espècie mineral.